# Ernst Busch (voják)
Ernst Bernhard Wilhelm Busch (6. července 1885 Essen-Steele – 17. července 1945 Aldershot) byl německý důstojník a polní maršál v období II. světové války. Byl držitelem Rytířského kříže Železného kříže s dubovou ratolestí (něm. Ritterkreuz des Eisernen Kreuzes mit Eichenlaub), který bylo možné získat za krajní statečnost na bitevním poli nebo za vynikající vojenské vedení.

## Vyznamenání
- Železný kříž , II. třídy, udělen 20. 09. 1914
- Železný kříž ,I. třídy, udělen 06. 03. 1915
- Královský hohenzollernský domácí řád, rytířský kříž s meči, udělen 14. 06. 1917
- Pour le Mérite, udělen 04. 10 1918
- Rytířský kříž Železného kříže , udělen 26. 05 1940
- Rytířský kříž Železného kříže , s dubovou ratolestí, udělen
- Odznak za zranění , černý (1944)
- Medaile za východní frontu
- Sudetská pamětní medaile, se sponou s motivem pražského hradu
- Řád kříže svobody, I. třídy